# Rubulavirinae
Die Rubulaviren mit der früheren Gattung Rubulavirus sind inzwischen in den Rang einer Unterfamilie Rubulavirinae innerhalb der Virusfamilie Paramyxoviridae erhoben worden. Diese umfasst die Gattungen Orthorubulavirus, Pararubulavirus, sowie weitere nicht näher zugeordnete vorgeschlagene Arten (Spezies) von Rubulaviren. Die Rubulaviren umfassen verschiedene bei Säugetieren vorkommende RNA-Virusspezies.
Der Name stammt von der alten Bezeichnung für Mumps (Rubula infans), dessen Erreger das Mumpsvirus ist, die Typspezies des Taxons.

## Aufbau und Genom
Die Virionen (Virusteilchen) der Rubulaviren sind etwa 150 nm im Durchmesser groß, pleomorph und annähernd sphärisch in ihrer Gestalt. Die Unregelmäßigkeit ergibt sich durch das Fehlen einer festen inneren, sphärischen Struktur. Anstelle eines ikosaedrischen Kapsids besitzen sie, wie bei Paramyxoviren charakteristisch, ein helikales, in sich verknäultes Kapsid von 18 nm Durchmesser. In der Virushülle der Rubulaviren ist ein Virusprotein HN mit Hämagglutinin- und Neuraminidase-Aktivität eingelagert.
Das einzelsträngige RNA-Genom besitzt negative Polarität und umfasst die auch bei anderen Paramyxoviren existenten sechs Leserahmen N (Nukleokapsidprotein), P/V (Phosphoprotein/Virionprotein), M (Matrixprotein), F (Fusionsprotein), HN (Hüllprotein), L (Large protein, RNA-Polymerase). Zusätzlich enthält das Genom (ähnlich wie bei der Familie Pneumoviridae) einen Leserahmen für ein kleines, hydrophobes Protein SH (small hydrophobic). Die für das P/V-Protein kodierende mRNA unterliegt in der Gattung (Ortho-)Rubulavirus einem RNA-Editing und ist auch kleiner als jenes der anderen Gattungen innerhalb der Familie. Das Genom hat eine Länge von etwa 15 bis 16 Kilobasen.

## Systematik
Nach ICTV Master Species List #39 v2 vom 7. Mai 2024 und der Taxonomie des NCBI vom 30. Mai 2024 umfassen die Rubalviruen folgende Vertreter:
Familie Paramyxoviridae
- Unterfamilie Rubulavirinae (Rubulaviren)
  - Gattung Orthorubulavirus
  - Spezies Orthorubulavirus hominis (Humanes Parainfluenzavirus 4, früher Human orthorubulavirus 4) mit
    - Humanes Parainfluenzavirus 4a (englisch Human parainfluenza virus 4a, HPIV4a)
    - Humanes Parainfluenzavirus 4b (engl. Human parainfluenza virus 4b, HPIV4b)

  - Spezies Orthorubulavirus laryngotracheitidis (früher Human orthorubulavirus 2) mit
    - Humanes Parainfluenzavirus 2 (engl. Human parainfluenza virus 2, HPIV2): strain Greer & strain Toshiba

  - Spezies Orthorubulavirus mammalis (früher Mammalian orthorubulavirus 5, inkl. Orthorubulavirus alstonvillense, früher Mammalian orthorubulavirus 6) mit
    - Parainfluenzavirus 5 (Canines Rubulavirus, engl. Parainfluenza virus 5, PIV5, PIV-5)
    - Simian virus 5: strain 21004-WR & strain W3
    - Alston-Virus (Alston virus, AlsV)

  - Spezies Orthorubulavirus mapueraense (früher Mapuera orthorubulavirus) mit
    - Mapuera-Virus (engl. Mapuera virus, MapV)

  - Spezies Orthorubulavirus parotitidis (früher Mumps orthorubulavirus) mit
    - Mumpsvirus (engl. Mumps virus, MuV)
    - Epomophorus-Mumpsvirus (engl. Bat mumps orthorubulavirus, BMV) – Wirt: Epomophorus sp. (Micropteropus-Flughunde)

  - Spezies Orthorubulavirus rhinolophi mit
    - Wufeng-Hufeisennasen-Mumpsvirus (engl. Wufeng Rhinolophus sinicus rubulavirus 1: strain WFB_Rsin) – Wirt: Rhinolophus sinicus (Chinesische Hufeisennase)

  - Spezies Orthorubulavirus simiae (Simianes Rubulavirus, früher Simian orthorubulavirus) mit
    - Simian virus 41 (SV41)

  - Spezies Orthorubulavirus suis (Porcines Rubulavirus, früher Porcine orthorubulavirus) mit
    - La Piedad Michoacán Mexico virus (LPMV)

  - Gattung Pararubulavirus
  - Spezies Pararubulavirus accraense mit
    - Achimota-Virus 2 (engl. Achimota virus 2, AchPV2)

  - Spezies Pararubulavirus achimotaense mit
    - Achimota-Virus 1 (engl. Achimota virus 1, AchPV1)

  - Spezies Pararubulavirus cantonense mit
    - Tuhoko-Virus 2 (engl. Tuhoko virus 2, ThkPV2)

  - Spezies Pararubulavirus eidoli mit
    - Achimota-Virus 3 (engl. Achimota pararubulavirus 3, AchPV3): strain U72

  - Spezies Pararubulavirus guangdongense mit
    - Tuhoko-Virus 1 (Tuhoko virus 1, ThkPV1)

  - Spezies Pararubulavirus herveyense mit
    - Hervey-Virus (engl. Hervey virus, HerV)

  - Spezies Pararubulavirus hongkongi mit
    - Tuhoko-Virus 3 (engl. Tuhoko virus 3, ThkPV3)

  - Spezies Pararubulavirus menangleense mit
    - Menangle-Virus (engl. Menangle virus, MenPV)

  - Spezies Pararubulavirus sosugaense mit
    - Sosuga-Virus (engl. Sosuga virus, SOSV)

  - Spezies Pararubulavirus teviotense mit
    - Teviot-Virus (engl. Teviot virus, TevPV)

  - Spezies Pararubulavirus tiomanense mit
    - Tioman-Virus (engl. Tioman virus, TioPV)
- Rubulaviren ohne zugewiesene Gattung (Vorschläge nach NCBI, Auswahl):
  - Spezies „Rubulavirus YN12137/CHN/2012“ – Wirt: Rousettus leschenaulti (Leschenault-Flughund)
  - Spezies „Wufeng bat rubulavirus 1“ : strain WF_Rh.sinicus_rubula_2 – Wirt: Rhinolophus sinicus (Chinesische Hufeisennase)